# Ultima Online
Ultima Online ist ein MMORPG (Massively Multiplayer Online Role Playing Game), in dem Spieler in einer imaginären Welt mit anderen Spielern oder mit computergesteuerten Figuren interagieren können.

## Geschichte
Diese Spielwelt wurde in vielen Bereichen an die virtuellen Welten der schon seit 1980 laufenden von Richard Garriott erschaffenen Singleplayer-Reihe Ultima angelehnt. Die Spielwelt existiert in ihren Grundzügen bereits seit 1997 und wurde nach und nach mittels Spielerweiterungen um neue Landmassen, Charakterklassen u. ä. stark erweitert und ergänzt.
Innerhalb der Spielwelt können tausende andere Spieler ebenfalls Charaktere verschiedenster Ausprägung (vom Bettler bis zum Drachenbändiger) verkörpern und auf komplexe Art und Weise untereinander interagieren.
Um dies für eine große Anzahl von Spielern gleichzeitig möglich zu machen, wurden weltweit nach und nach zahlreiche offizielle Spielserver in Betrieb genommen. Die beste Spielanbindung für europäische Spieler bieten in der Regel die Spielserver Drachenfels (überwiegend deutschsprachig) und Europa (überwiegend englischsprachig) mit Serverstandort bei London, Großbritannien.

## Spielidee

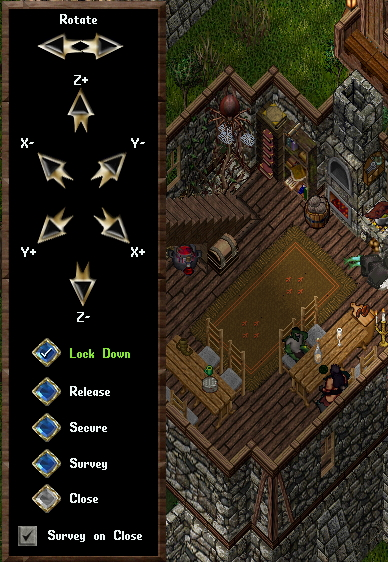
Teil der Benutzerschnittstelle des Spiels.

Manche Charaktere mit entsprechenden Fähigkeiten stellen Gegenstände her, die von anderen Charakteren oder Nichtspieler-Charakteren (NSCs) für Gold gekauft werden können. So entstand eine Art Kreislauf-Wirtschaftssystem. Gold kann ebenfalls in so genannten Dungeons verdient werden, die den Abenteuer-Aspekt des Spieles ausmachen. Die Charaktere können dort vor allem Monster bekämpfen. Es gibt jedoch auch zahlreiche Möglichkeiten, Kämpfe mit anderen Charakteren auszutragen, das sogenannte Player versus Player (PvP). Was Ultima Online vor allen anderen online Rollenspielen auszeichnet, ist ein moralisches Element, die Einarbeitung eines Systems von Tugenden (virtues), welche auch im Spielverlauf eine Rolle spielen: Spiritualität, Tapferkeit, Aufopferung, Mitleid, Gerechtigkeit, Ehrlichkeit, Ehre und Demut.
Auch ein wichtiges Element ist das fast einzigartige Learning-by-Doing-Prinzip. Bis zu 700 Fähigkeitspunkte werden so auf die Fähigkeiten verteilt. Wer z. B. viele Tiere zähmt, lernt Taming (Zähmen) dazu. Anders als in den meisten anderen Rollenspielen werden zudem Fähigkeiten wie z. B. Zauber nicht von einem Level auf den anderen plötzlich zu 100 % erlernt und funktionieren immer, sondern mit steigendem Magery-Skill (Zauber-Fähigkeit) steigt auch die Wahrscheinlichkeit, Zauber erfolgreich zu sprechen.
Zudem besteht die Möglichkeit, jede Fähigkeit beliebig zu erlernen und zu verlernen. Außerdem gibt es viele verschiedene Fähigkeiten, sodass der Charakter immer in Bearbeitung ist und nie, wie es in anderen Spielen häufig der Fall ist, 'fertig' (z. B. auf dem höchsten Level) ist. Immer besteht die Frage, ob nicht die andere Fähigkeit besser wäre, denn jede Fähigkeit hat ihre Vorteile.

## Rezeption
Die Komplexität des Spiels begeistere ebenso wie die schiere Größe der Spielwelt. Das Spiel verlange vom Spieler ausgedehnte Spielzeiten, um Fortschritte zu machen. Die Welt sei detailliert dargestellt. Das Spiel böte zahlreiche Funktionen. Es sei das bekannteste Online-Rollenspiel. Verbindungsprobleme und Programmfehler können jedoch den Spielspaß trüben.
Retrospektiv veränderte Ultima Online die Branche. Der Entwickler hatte anfangs stark mit Exploits, Player Killern und Goldfarming zu kämpfen, aber stabilisierte sich zunehmend mit intelligenten Gegenmaßnahmen. Zahlreiche persönliche Bekanntschaften seien innerhalb des Spiels entstanden.

### Auszeichnungen
- Interactive Achievement Awards 1998: Online Game of the Year[5]

## Online-Server
Zur längerfristigen Spielteilnahme nach einer Probespielzeit muss die weitere Spielzeit (von einem Monat bis zu einem Jahr) im Voraus gekauft werden. Die Bezahlung kann mittels gängiger Kredit- oder Debitkarten, Game Time Codes, PayPal oder Money-Order sowie verschiedenen alternativen Abonnementformen erfolgen.
Neben den weltweit über 20 offiziellen Servern in verschiedenen geographischen Regionen gibt es noch eine Reihe Freeshards, auf denen meist nicht geringe Änderungen der Konfigurationen durchgeführt wurden. Der erste deutsche eröffnete 1998 und ist noch heute online. Auf einigen Freeshards wurden neue Monster eingeführt, auf anderen sind Änderungen in den Fähigkeiten gemacht worden, wieder andere widmen sich besonders stark dem klassischen Rollenspiel oder wenden sich besonders an Player vs. Player (PvP)-interessierte Spieler.
Diese Freeshards wurden erst mit dem Erscheinen so genannter Server-Emulatoren möglich, die die offizielle Serversoftware nachahmen und ein Verwenden des Ultima-Online Clients – ohne Zugang zu den offiziellen und kostenpflichtigen OSI (Origin Systems Incorporated) Servern – ermöglichen.
Seit einiger Zeit wächst die Zahl der Freeshards stark an. Dies wird massiv durch die Entwicklung mehrerer neuer Server-Emulatoren vorangetrieben, deren Konfiguration wesentlich vereinfacht ist. Somit ist in naher Zukunft mit zahlreichen weiteren neuen Freeshards zu rechnen.

## Erweiterungsübersicht
- Ultima Online (Herbst 1997) Erstmals in Deutschland veröffentlicht.
- The Second Age (1. Oktober 1998) Auch bekannt als T2A, diese Erweiterung enthielt eine neue Landmasse mit der Bezeichnung Lost Lands, gefolgt vom Ingame-Chat-System und neuen Monstern.
- Renaissance (3. April 2000) Die Spielweltgröße wurde verdoppelt, da es nun zwei Facetten gab. Die Welten wurden Felucca und Trammel, nach den beiden Monden in Ultimas Britannia Welt, benannt. Auf Trammel ist das Player Killing nicht erlaubt, auf Felucca jedoch weiterhin. Felucca wurde ein „böses“ Aussehen verpasst. Obwohl die Erweiterung viele interessante Aspekte zum Kampf-Regelsystem hinzufügte, empfanden viele Spieler der ersten Stunden diese Erweiterung als den Anfang vom Ende von UO, da vieles, was UO zu etwas Besonderem machte (Freies PvP (Player versus Player), Player Killing, Looten), durch die Trammel-Landmasse unmöglich wurde und sich die meisten Spieler nach und nach dorthin begaben. Renaissance ist nach wie vor die stabilste, meistgenutzte Version für Freeshards, doch läuft ihm allmählich Age of Shadows den Rang ab.
- Third Dawn (7. März 2001) Die herausragendste Änderung war der optionale 3D Client, welcher aber bis zuletzt nicht mit anderen MMORPGs wie Dark Age of Camelot mithalten konnte und von daher eingestellt wurde, nicht zuletzt auch, da eine Mehrzahl der Spieler nach wie vor den 2D Client bevorzugte. Gleichzeitig mit dem 3D Client kam eine neue Landmasse hinzu – Ilshenar. Dieser Teil der Spielwelt war bis zum Erscheinen von Lord Blackthorn's Revenge nur mit dem 3D Client zu erreichen. Der Support für diesen Client ist mittlerweile wieder eingestellt worden. Er lässt sich ab Versionsnummer 6.0 beabsichtigt nicht mehr starten.
- Lord Blackthorn's Revenge (19. April 2002) Lord Blackthorn's Revenge brachte neue Monster, basierend auf Todd McFarlanes (bekannt durch Spawn) Kreaturen, für eine neue, dunkle Spielwelt. Weiterhin wurde die Spiel-KI, In-Game Hilfe und die Charaktererstellung verbessert.
- Age of Shadows (7. März 2003) Mit dieser Erweiterung gab es die lang ersehnte neue Landmasse zum Haus bauen – Malas. Es gab zwei neue Fertigkeiten (Chivalry – Ritterlichkeit und Necromancy – Nekromantie/Totenbeschwörung) sowie die Möglichkeit, sein Haus individuell zu gestalten.
- Samurai Empire (2. November 2004) Mit dieser Erweiterung kam ein neues, fernöstliches Spielgefühl hinzu. Neue Landmasse, neue Gegner, neue Waffen, neue Gegenstände und Kleidung, zwei neue Fertigkeiten (Samurai und Ninja).
- Mondain's Legacy (30. August 2005) Eine neue spielbare Rasse: Elfen, eine neue Elfenstadt, neue Gegner, neue Dungeons, viele neue Handwerksgegenstände und Möglichkeiten, neues Holz, herstellbare Artefakte u. v. m. wurden mit dieser Erweiterung eingeführt, die bisher nur als Download über einen Code im Handel ist. Weiterhin wurde mit dieser Erweiterung eine Vielzahl von Quests hinzugefügt, bei welchen der Spieler bestimmte Aufgaben erfüllen muss und dafür dann diverse Belohnungen erhält.
- The Eighth Age (18. Oktober 2005) Eine Kollektion aller bisher erhältlichen Inhalte. The Eighth Age erschien zum achten Geburtstag der offiziellen Server und erhielt neben acht verschiedenen Items die Möglichkeit, einen Charakter von einem Shard auf einen anderen zu transferieren.
- Kingdom Reborn (28. Juli 2007) Mit dieser Erweiterung wurde ein neuer 3D-Client entwickelt, welcher den bisherigen 3D-Clienten ablösen soll und später, bei genügend großer Akzeptanz durch die Spieler, auch den 2D-Clienten völlig ersetzen soll. Dabei werden u. a. alle Grafiken, sowie das komplette UI überarbeitet. UOKR wird lediglich ein Grafik-/Clientupgrade sein, bei dem es keinen neuen Content geben wird. Der Client wird den mehr oder weniger standardisierten Clients neuerer MMOGs angepasst, also Hotbars, keine frei beweglichen Icons etc. UOKR wird kostenlos ausgeliefert und kann über das Internet bezogen werden. Es wird dazu auch eine Anleitung zum Download/Ansehen angeboten.
- Stygian Abyss (8. September 2009). Stygian Abyss enthält einen neuen Dungeon – die namensgebende Stygian Abyss – der der bis dato größte Dungeon im UO Universum sein wird, eine neue Landmasse (Ter Mur) sowie eine neue spielbare Rasse – die Gargoyles. Auch werden erstmals weibliche Gargoyles im UO-Universum eingeführt. Darüber hinaus wird es 2 neue Fertigkeiten (Imbueing und Mysticism) und viel neuen Content geben – neue Quests, neue herstellbare Gegenstände, neue Artefakte uvm. Außerdem wird der Kingdom Reborn Client durch den Enhanced Client ersetzt, der auf dem KR Kern aufbaut.
- High Seas (12. Oktober 2010). Der Schwerpunkt lag auf der Erweiterung der Seefahrt, des Fischens und der Piraterie.
- Time of Legends (9. Oktober 2015). Fügte das neue Areal Eodon hinzu, samt neuen Champions und Monstern.

## Sequels
Es gab bisher zwei Versuche, Nachfolger zu etablieren.
- Der erste Versuch, der 1999 angekündigt wurde, trug anfänglich den Namen Ultima Online 2 und wurde später in Ultima Worlds Online: Origin (UWO:O) umbenannt. Die Ausgangsidee war eine Welt, in der die Vergangenheit, die Gegenwart und die Zukunft in einer Welt aufeinandertrafen, hervorgerufen durch einen Irrtum von Lord British, als er die Splitter des Edelsteines der Unsterblichkeit wieder zusammenführen wollte. Todd McFarlane wurde als Gestalter für einige Monster eingestellt. 2001 wurde UO 2 eingestellt, da Electronic Arts fürchtete, sich auf dem damals noch kleineren Markt von MMORPGs selbst Konkurrenz zu machen, und so das ursprüngliche UO zu schädigen. Einige der Monster und Grafiken, die für UWO erstellt wurden, kamen später bei dem Add-on Lord Blackthorn's Revenge zum Einsatz.
- Der zweite Versuch trug den Namen Ultima X: Odyssey und sollte in einer Welt namens Alucinor, nach den Geschehnissen in Ultima IX: Ascension spielen. Obwohl 2004 eine lauffähige Betaversion vorlag, stellte EA die Weiterentwicklung ein, um sich auf das bestehende UO zu konzentrieren.

## Freie Clients
Für Ultima Online gibt es eine Reihe freier Clients, die zusätzliche Möglichkeiten in Grafik oder Bedienung bieten. Des Weiteren ermöglichen diese Clients das Spielen auf den sogenannten Freeshards.
- Palanthir war ein vom Freeshard UO-Mittelerde entwickelter Client in 2D. Ob dieser Client noch weiterentwickelt wird, ist derzeit ungewiss, da UO-Mittelerde aufgrund von Markenrechts-Ansprüchen bezüglich des „Herr der Ringe“-Universums den Betrieb einstellen musste, jedoch plant ein weiterer Freeshard, den Client für ihren Shard nutzbar zu machen.

- PlayUO oder auch Krrios' Client wird als Teil des RunUO-Projekts entwickelt. PlayUO ist wie RunUO in C# geschrieben und derzeit nur als Betaversion für das Betriebssystem Windows erhältlich.

- Iris2 (3D/2D-Client) ist ein Open-Source-Client zum Spielen auf Ultima Online-Freeshards. Iris2 stellt die Welt von Ultima Online in echtem 3D dar. Iris2 wurde von Grund auf neu programmiert und benutzt die aktuelle Ogre3D Engine. Die komplette Gamelogik ist in Lua geschrieben, und die Tonausgabe läuft über FMOD. Ferner beinhaltet Iris2 auch einen 2D-Renderer, der die Spielwelt wie der normale Ultima Online-Client darstellt. Der Wechsel zwischen 3D und 2D kann direkt während des Spielens erfolgen. Der Client ist für Windows und Linux verfügbar.

Die Entwicklung von Iris1 wurde bereits im Jahr 2006 eingestellt.
- Ultima XNA ist eine Open-Source 2D-Cliententwicklung geschrieben in C#. Ziel des Clients ist es alle Funktionen des Original Clients zu unterstützen und dabei möglichst flexibel und leicht erweiterbar zu sein. Unter anderem wird es auch eine Pluginfunktionalität, mit der z. B. Freeshards eigene Plugins einfügen können, sowie eine Möglichkeit zur Erstellung von Gumps via XML geben[6]. Das Projekt befindet sich zurzeit bei Meilenstein 0.8[7]. Seit 1. Dezember 2016 pausiert das Projekt, gilt aber noch nicht als eingestellt.[8]

## Freeshards
Für Ultima Online gab es von Beginn an „freie Server“ (sogenannte Freeshards), die unabhängig vom Publisher laufen und kostenlos sind. Jedoch ist das Spielen auf diesen Servern ein Verstoß gegen die Nutzungsbedingungen von UO. Bis heute jedoch ist noch kein Fall bekannt geworden, wo seitens Electronic Arts gegen einen solchen Freeshard rechtlich vorgegangen wurde.
Der legale Status ist ungeklärt. Jemand, der Ultima Online nie auf einem kostenpflichtigen Server gespielt hat, musste auch niemals Nutzungsbedingungen akzeptieren. In Europa gilt der DMCA, der Grund für Schließungen von Servern in anderen Ländern war, nicht.
Angefangen hat die Freeshard-Ära mit dem, heute Sphereserver genannten, Emulator, welcher zuvor die Namen Grayworld gefolgt von TUS (The Ultimate Server) trug. Dieser galt für lange Zeit als populärster Emulator. Die meist benutzte Version war Sphere 55i.
Heutzutage gibt es eine Vielzahl an weiteren, teils quelloffenen, Emulatoren. Darunter RunUO (Windows/Microsoft .NET; C#; Open Source), SunUO (Linux/Mono .NET; C#; Open Source), Wolfpack (Windows, Linux, FreeBSD; C++; Open Source) und POL – Penultima Online (Windows, Linux, FreeBSD; Closed Source).
Freeshards werden grob in zwei Sparten einsortiert.
- Non-RP: Auf diesen Servern existiert eine Spielkultur ähnlich der auf den offiziellen Shards.
- RP (Role Playing): Dort spielt der Spieler eine Rolle, die er sich selbst kreiert. Abweichungen davon werden meistens sanktioniert.

Bei nahezu allen Servern existiert außerdem die Möglichkeit des PvP (Player vs. Player).

## Tools
Zu Ultima Online gibt es eine Vielzahl von Tools. Diese sind teilweise von OSI (Origin Systems Inc., Hersteller) zugelassen. Einige Tools jedoch erfreuen sich hoher Beliebtheit, ohne offiziell zugelassen zu sein. Von den folgenden sechs populären Assistenten sind nur UO Assist und UO Auto-Map auf den Servern von Origin Systems Interactive zugelassen.

### Offiziell zugelassen
- UO Assist ist ein kostenpflichtiges 3rd-Party-Tool, welches nur auf OSI-Servern funktioniert. Einige frühere Versionen konnte man so modifizieren, dass diese auch auf Sphere verfügbar waren.
- UO Auto-Map ist ein Programm, das einen Teil der Weltkarte mit zusätzlichen Informationen darstellt. Durch Interaktion mit dem Client kann es die Position des Spielers in der Welt verfolgen. UO Auto-Map wird nicht mehr weiterentwickelt.

### Sonstige
- Razor ist ein kostenloser UOAssist-Klon mit vielen neuen Funktionen. Einst wurde das Programm für RunUO geschrieben, ist aber mittlerweile selbst auf OSI-Servern recht beliebt. Es benötigt das .NET-Framework.
- UOLoop ist ein Tool, das dem Spieler mittels Automatisierung der im Spiel erstellten Makros einige Vorgänge erleichtert, die sonst durch mühsames Klicken bewältigt werden müssten. Einige Shards verbieten aber das Nutzen dieses Tools, da es von Powergamern zum Steigern von Skills trotz Abwesenheit im Spiel genutzt wird. Vor allem in der RP-Shardszene trifft man auf diese Verbote, da es dort auf jeden Fall einen Verstoß gegen die Shardregeln und eine Missachtung des RPs darstellt, seinen Charakter ohne Anwesenheit im Spiel abzustellen. Es gibt aber auch Zwischenlösungen, die das Programm genehmigen, aber den Spieler zur Anwesenheit verpflichten, was die GMs jederzeit kontrollieren können.
- EasyUO ist ein Programm, mit dem man viele Abläufe in der Ultima Online Welt komplett automatisieren kann. Dies wird sehr oft als Cheaten angesehen. Deshalb ist es auf allen offiziellen Servern und vielen Freeshards verboten.
- Injection ist ein komplexes Open-Source 3rd-Party-Tool, welches auf Pol, UOX, Sphere und früheren Versionen von RunUO läuft. Es gibt relativ viele Modifikationen, da es Open-Source ist. Einige Revisionen wie u. a. das pG|dE-Injection haben integrierte Cheat/Hack-Funktionen – sind aber schon überholt. Injection ist auf fast allen Shards verboten.

## Server-Emulatoren
- Sphere ist ein Emulator, um einen eigenen Shard zu simulieren. Auf Sphere liefen lange Zeit alle Freeshards der Szene. Es gibt Versionen für Windows und Linux. Die Vorläufer von Sphere waren TUS und Grayworld. Sphere benutzt eine eigene Scriptsprache.
- RunUO ist ein für das Microsoft .NET Framework geschriebener Emulator. Im Gegensatz zu Sphere sind Programm und „Scripte“ komplett in C# geschrieben und Open Source. Die Version 1.0 ist sowohl unter Windows sowie auch unter Linux (mit geringen Änderungen) lauffähig. Im Sommer 2006 erschien der erste Release Candidate für Version 2.0, basierend auf .NET 2.0. Die Entwickler von RunUO haben angekündigt, dass sie die aktuelle Erweiterung Kingdom Reborn nicht unterstützen werden.
- SunUO ist ein Fork basierend auf RunUO 1.0. SunUO läuft nativ sowohl unter Linux als auch unter Windows. Die Leistungsfähigkeit liegt zwischen RunUO 1.0 und RunUO 2.0.
- UOX3 ist in C++ geschrieben und ebenfalls Open Source. Als Scriptsprache wird JavaScript verwendet.
- POL – auch bekannt als Penultima Online. Als Scriptsprache wird die eigens dafür entwickelte Sprache eScript verwendet.
- Wolfpack ist ebenfalls ein Open Source Emulator. Er läuft unter Windows, Linux und BSD. Als Scriptsprache wird Python verwendet.
- Lonewolf ist ein Derivat von Wolfpack 12.6
- Steamengine ist ein tschechischer Emulator, der in C# geschrieben ist.